# Aphileta
Aphileta es un género de arañas araneomorfas de la familia Linyphiidae. Se encuentra en la zona holártica. 

## Lista de especies
Según The World Spider Catalog 12.0:
- Aphileta centrasiatica Eskov, 1995
- Aphileta microtarsa (Emerton, 1882)
- Aphileta misera (O. Pickard-Cambridge, 1882)